# Nivaldo (futebolista, 1974)
José Nivaldo Martins Constante, mais conhecido como Nivaldo (Torres, 19 de março de 1974), é um ex-futebolista brasileiro, que atuava como goleiro. Jogou por 10 anos pela Chapecoense. Foram 299 partidas com a camisa do Verdão do Oeste. Trabalhou como gerente de futebol da Chapecoense, após a repentina reformulação provocada pela tragédia do Voo LaMia 2933, até maio de 2019.

## Voo LaMia 2933 e aposentadoria
Nivaldo possuía planos de realizar sua partida de número 300 pelo clube em uma partida contra a Sociedade Esportiva Palmeiras no Brasileirão de 2016, partida esta em que o clube paulista se consagraria campeão brasileiro. Porém, por uma mudança de planos, o goleiro acabou não sendo relacionado, e consequentemente, não embarcou na viagem seguinte (que foi emendada em São Paulo por motivos de logística), no voo que levaria a delegação da Chapecoense para a Colômbia.
Após o acidente da delegação, que matou 71 pessoas, Nivaldo anuncia sua aposentadoria, e durante a reformulação do clube após a tragédia, foi anunciado como o novo gerente de futebol, em substituição a Mauro Luís Stumpf, uma das vítimas fatais da tragédia.

## Títulos
Esportivo
- Copa FGF: 2004

Chapecoense
- Campeonato Catarinense: 2007, 2011 e 2016
- Copa Sul-Americana: 2016 [5]